# جون موريسون (كرة سلة)
جون موريسون (بالإنجليزية: John Morrison)‏ مواليد 2 مايو 1945، هو مدرب كرة سلة أمريكي ولاعب سابق. تم اختياره من قبل فريق أتلانتا هوكس خلال الدرافت. حمل الرقم 14. يبلغ طوله 6 قدم 2 بوصة (1.9 م). لعب مع دنفر ناغتس في الدوري الأمريكي لكرة السلة للمحترفين.

## روابط خارجية
- جون موريسون على موقع سبورتس رفرنس (الإنجليزية)
- جون موريسون على موقع كلية كرة السلة في سبورتس رفرنس.كوم (الإنجليزية)
- جون موريسون على موقع ريلجم (الإنجليزية)
- جون موريسون على موقع بروبوليرز (الإنجليزية)
- جون موريسون على موقع سبورتس رفرنس (الإنجليزية)
- جون موريسون على موقع كلية كرة السلة في سبورتس رفرنس.كوم (الإنجليزية)